# ایر لیپسیا
ایر لیپسیا (به انگلیسی: Air Lipsia) یک شرکت هواپیمایی با کد یاتا W2 است که در ۲۰۱۰ میلادی تأسیس شده‌است.